# Campo Alegre (Santa Catarina)
Campo Alegre es un municipio brasileño del estado de Santa Catarina. Tiene una población estimada al 2022 de 12 501 habitantes. Ubicado en la frontera con Paraná, pertenece a la Región metropolitana del Norte-Nordeste Catarinense.

## Historia
Las primeras fincas y loteos de la localidad se instalaron en 1827. El poblado recibió el nombre de Froeliches Feld, Campo Alegre en alemán. En 1888, pasó a ser distrito de São Bento do Sul, hasta su emancipación el 18 de marzo de 1897. Antes de la Guerra del Contestado, la localidad formaba parte del Estado de Paraná.
Las principales actividades económicas del municipio de Campo Alegre son la agricultura, la extracción de minerales y hortalizas, la industria del mueble, la ganadería y la reforestación.